# Lill Erik Hafgren
Lill Erik Hafgren, född 25 maj 1881 i Stockholm, död där 25 mars 1959, var en svensk dirigent och kompositör.
Lill Erik Hafgren studerade musik i Frankfurt am Main 1892–1901, bland annat vid Raffkonservatoriet, vid vilket han senare anställdes som lärare i pianospel. 1909 övertog Hafgren ledningen av konservatoriet i Neustadt an der Haardt samt grundade 1913 ett konservatorium i Kaiserslautern. Från 1914 var Hafgren verksam i Berlin som dirigent, pianist och pedagog. Tillsammans med sin syster, Lilly Hafgren-Waag-Dinkela, företog Hafgren vidsträckta konsertresor i Europa. Efter att ha varit förste kapellmästare vid Stora Teatern, Göteborg 1921–1924, återvände Hafgren till Tyskland. 1944 flyttade han tillbaka till Sverige, där han sedan var verksam vid Musikhögskolans operaklass. Bland Hafgrens kompositioner märks orkester- och kammarmusikverk, körkantater med orkester, blandade körer och manskörer a capella, sånger med orkester eller piano, operetten Die kleine Ratte (1911) och operan Die Gänsemagd (1938).